# Hoysala

Ausdehnung des Hoysala-Reiches um 1200

Die Hoysala waren eine indische Dynastie, die zwischen ca. 1040 und 1345 einen stabilen Staat im Raum des heutigen Bundesstaates Karnataka regierte. Sie war bis ca. 1190 ein Vasall der Chalukya und wurde 1346 vom Reich Vijayanagar abgelöst.

## Herkunft und Aufstieg

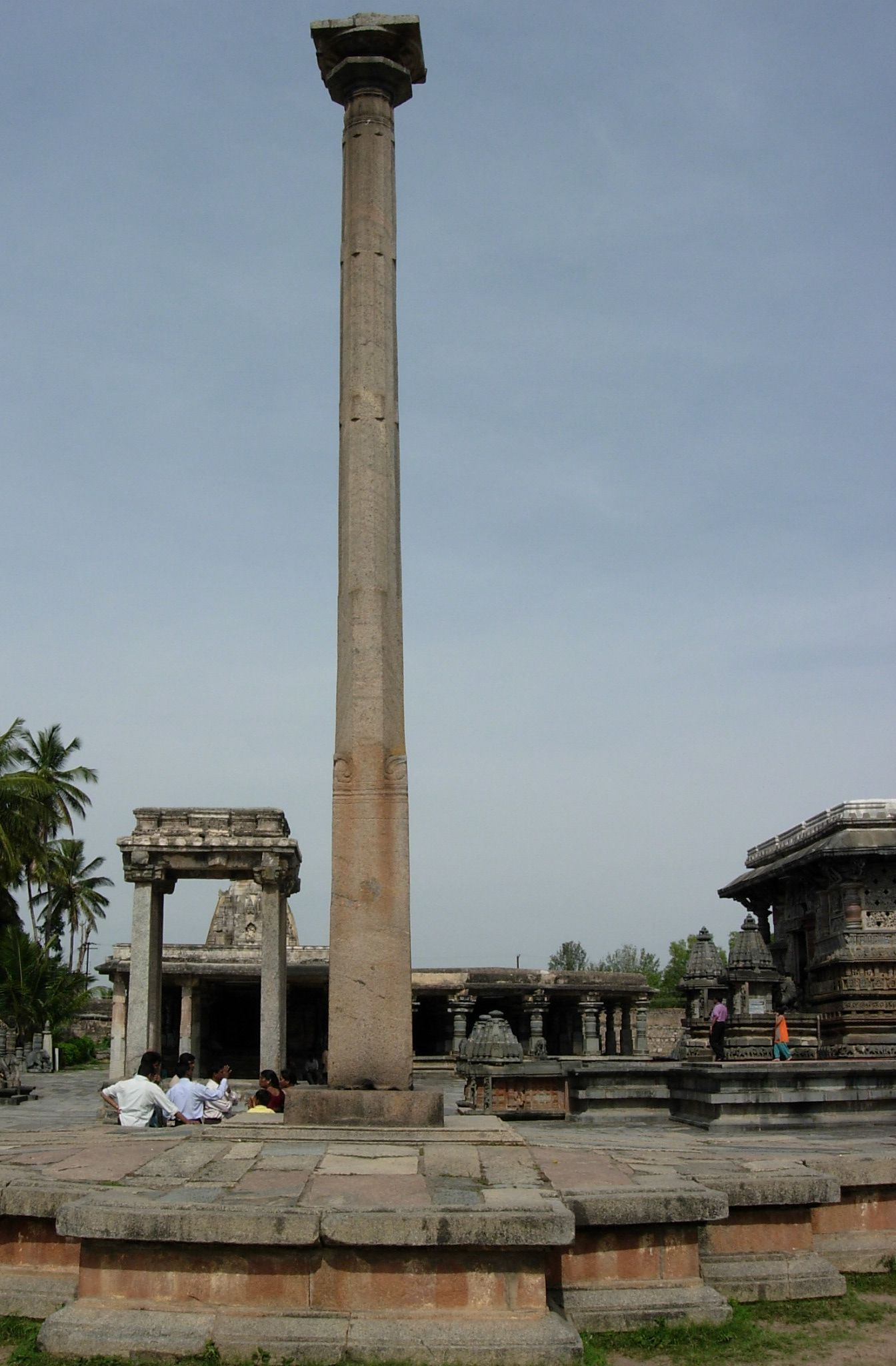
Siegessäule im Chennakesava-Tempelkomplex, Belur

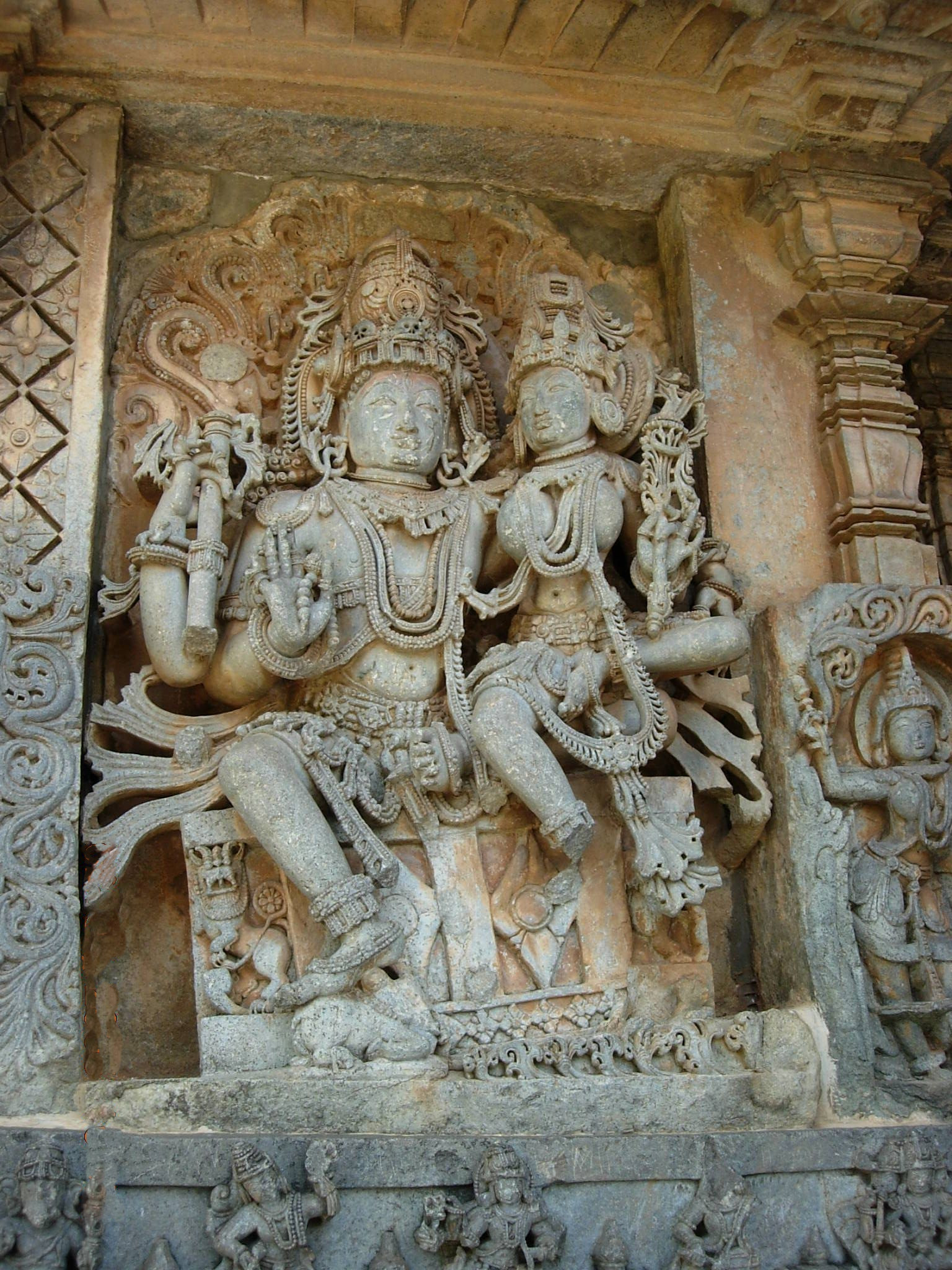
Shiva und Parvati, Detail aus Hoysaleswara Tempel, Halebid

Ursprünglich bezeichnete der Begriff einen Stamm, der im Wald- und Bergland von Karnataka zur Kalabhra-Zeit (ab 250) "Wegelagerer und Störenfriede" hervorbrachte. Als sie an die Macht kamen, wurden ihre Fürsten aber zu Verteidigern der hinduistischen Ordnung.
Im frühen 12. Jahrhundert zählten die Hoysala zu den großen Vasallen der Chalukya. Schon 1117 stiftete ihr König Vishnuvardhana (reg. ca. 1108–1142) nach einem Erfolg gegen die Chola den Chennakeshava-Tempel in Belur, ihrer damaligen Hauptstadt. Um 1122 agierte er sogar gegen den namhaften Chalukya-König Vikramaditya II. (reg. 1076–1127) und verlor. Vishnuvardhana ist auch als Schutzherr des Philosophen Ramanuja (* 1017–1137) bekannt. 

## Das unabhängige Königreich
Aber nach dem Tod Vikramaditya II. zerfiel das Chalukya-Reich. Die Hoysala unter Vishnuvardhanas Enkel Vira Ballala II. (reg. ca. 1173–1220) konnten mit Siegen über die Chalukya des Königs Someshwara IV. und den Yadava-König Sevuna Bhillama V. um 1190 die Nachfolge übernehmen. Zur weiteren Absicherung diente eine Heirats-Allianz mit den Chola. Ballala II. baute auch am Tempel seines Großvaters in Belur weiter. 
Die Nachbarn der Hoysala wurden die Yadava-Könige von Devagiri (ebenfalls ehemalige Vasallen der Chalukya im Norden, zwischen Narmada und Godavari) und die Pandya-Könige von Madurai im Süden. Letztere übernahmen im frühen 13. Jh. die Nachfolge der Chola und stellten unter Jatavarman Sundara (reg. 1251–1268) schließlich eine ernsthafte Gefahr für die Hoysala dar. Der Hoysala-König Someshvara II. (reg. 1234–63) fiel in einer Schlacht gegen Jatavarman Sundara und die Nachfolgefrage verursachte eine etwa dreißig Jahre andauernde Reichsteilung.
Das Stammland der Hoysala-Dynastie lag im südwestlichen Bergland, die Hauptstadt war Dvarasamudra (heute Halebid), fast 170 km nordwestlich von Mysuru. Die kulturellen Hinterlassenschaften der Dynastie bestehen aus großartigen Tempelbauten – z. B. in Belur (Chennakeshava-Tempel, um 1117), Halebid (Hoysaleshwara-Tempel, ab 1121), Somanathapura (Chennakeshava-Tempel, um 1268) sowie in Shravanabelagola. Die Dichtkunst in der Kannada-Sprache stand ebenfalls in Blüte.

## Niederlagen gegen die Moslems und Nachfolge durch Vijayanagar
Malik Kafur, der General des Delhi-Sultans Ala ud-Din Khalji, brach 1311 mit Unterstützung des Yadava-Königs gegen das Hoysala-Reich auf und überrumpelte dessen Hauptstadt in Eilmärschen, da sich König Vira Ballala III. (reg. 1291–1343) gerade auf einem Feldzug gegen die Pandya-Könige von Madurai befand. Ballala III. blieb nur noch die Kapitulation und Tributzahlung übrig. 
In der Folge verloren die Hoysala die gesamte Nordgrenze an den Delhi-Sultan Muhammed Tughluk (reg. 1325–1351), der 1327 auch die Hauptstadt Dvarasamudra zerstören ließ. Als Antwort auf die Expansion des Sultans setzte Ballala III. mit einiger Wahrscheinlichkeit die Brüder Harihara und Bukka als Markgrafen in Vijayanagar ein (in Inschriften schon um 1320 erwähnt, ebenso eine Stadtgründung durch Ballala III.). Sie begründeten das gleichnamige Reich von Vijayanagar. 
Ballala III. verlor 1342 die Schlacht von Trichinopoly gegen Ghiyas-ud-din, den Sultan von Madurai (das Sultanat wurde 1334 gegründet), wurde gefangen und hingerichtet. Harihara von Vijayanagar übernahm offenbar viele seiner Gebiete und nach dem Tod Ballala IV. 1345 auch die Nachfolge der Hoysala-Dynastie, wobei die Witwe Ballalas III. noch 1349 ehrenhalber vor ihm genannt wurde.

## Könige
- Vinayaditya (reg. ca. 1047–1101)
- Vishnuvardhana (reg. ca. 1108–1152)
- Narasimha I. (reg. ca. 1152–1173)
- Vira Ballala II. (reg. 1173–1220)
- Narasimha II. (reg. 1220–34)
- Someshvara II. (reg. 1234–63)
- Narasimha III. (–1291) und Ramanatha (–1293)
- Vira Ballala III. (reg. 1291–1343)
- Vira Ballala IV. (reg. 1343–1345)